# 彭凯平
彭凯平（1962年9月16日—），男，湖南岳阳人，中华人民共和国心理学家。现任清华大学教授、社会科学学院院长。中国积极心理学发起人。

## 生平
曾就读于湖南省岳阳市第一中学，为1979年岳阳市高考理科状元。1983年毕业于北京大学心理学系临床心理学专业，后留校任教，担任陈仲庚教授的助手，历任班主任、辅导员、系主任秘书、系主任助理等职。1987年受聘为讲师。1989年至1990年，为美国密西根大学访问学者。1990年至1997年，在密西根大学心理学系攻读博士学位，师从理查德·尼斯贝特。1997年，受聘于美国加州大学伯克利分校心理学系。2003年（一说2004年），成为加州大学伯克利分校终身教授。2008年5月，受聘为清华大学心理学系教授和首任系主任。2017年1月，任清华大学社会科学学院院长。2018年5月，任清华大学社会治理与发展研究院院长。

## 言论
- 2021年8月11日，彭凯平发微博称解除疫情隔离，配图上身西服紫色衬衫，下身配红色短裤引起了网友们的关注。[6]
- “摸鱼”并不意味着“不想努力”，而是在高压下的调侃和自嘲，是释放压力的出口，是“一种反抗，一种辛酸，一种正义”。[7]
- 不良PUA为情绪操纵、宣传灌输、公开羞辱、自我贬损、死亡威胁五个常见心理策略。“如果把这五套用到的话，没有任何人可以逃脱这样思想控制的手段。”[8]

## 出版物
- 《活出心花怒放的人生》
- 《吾心可鉴》
- 《孩子的品格》